# Nearcha strigata
Nearcha strigata là một loài bướm đêm trong họ Geometridae.